# Korendijk
Korendijk est une ancienne commune néerlandaise, en province de Hollande-Méridionale. L'île de Tiengemeten, située au sud de la commune dans le Haringvliet fait également partie de cette commune.
La commune a été créée le 1er janvier 1984 par la fusion de Goudswaard, Piershil, Nieuw-Beijerland et Zuid-Beijerland. De 1812 à 1817, il existait déjà une commune plus petite du même nom, regroupant uniquement Goudswaard et Piershil.
Selon le Bureau central de la statistique, la commune comptait au 1er mai 2014, 10 716 habitants. La maison communale se trouve à Piershil.

## Politique et administration

### Conseil communal
Le conseil communal de Nissewaard est actuellement constitué de 15 sièges.
Le tableau ci-dessous donne les résultats des élections communales de Rotterdam à partir de 1998 :
| Parti                                      | 4 mars 1998 15 sièges | 6 mars 2002 15 sièges | 7 mars 2006 15 sièges | 3 mars 2010 15 sièges | 19 mars 2014 15 sièges |
| ------------------------------------------ | --------------------- | --------------------- | --------------------- | --------------------- | ---------------------- |
| Parti politique réformé (SGP)              | 4                     | 4                     | 4                     | 4                     | 4                      |
| Parti populaire libéral et démocrate (VVD) | 3                     | 3                     | 3                     | 3                     | 2                      |
| Appel chrétien-démocrate (CDA)             | 3                     | 3                     | 3                     | 3                     | 3                      |
| Intérêts communaux de Korendijk (nl)       | 3                     | 3                     | 2                     | 2                     | 3                      |
| Parti du travail (PvdA)                    | 2                     | 2                     | 3                     | 2                     | 1                      |
| Gauche verte                               | -                     | -                     | -                     | 1                     | 1                      |
| Démocrates 66 (D66)                        | -                     | -                     | -                     | -                     | 1                      |